# Nikolaj I av Ryssland
Nikolaus I, eller Nikolaj I Pavlovitj, (ryska: Николай I Павлович), född 6 juli (25 juni enligt g.s.) 1796 i Gattjina, nuvarande Leningrad oblast, död 2 mars (18 februari enligt g.s.) 1855, var tsar av Ryssland, kung av Polen och storfurste av Finland 1825–1855.
Gift 1817 med Charlotte, i Ryssland kallad Alexandra Fjodorovna (1798–1860), dotter till kung Fredrik Vilhelm III av Preussen.

## Regimens inledning och karaktär
Nikolaj var son till Paul I av Ryssland och tog över faderns tsartitel efter att brodern Alexander I dött, och näste bror i ordningen, Konstantin, avsagt sig kronan. Saken blev dock inte odramatisk då en grupp konspirerande adelsmän ville få den blivande tsaren att skriva under deras villkor, något som skulle innebära en kraftig reducering av tsarens makt. Som det såg ut nu hade tsaren oinskränkt makt över imperiet, och i den liberala andan som rådde i världen ville man förändra detta.
Händelsen kom att kallas dekabristupproret, efter ryskans ord för december (Декабрь: Dekabr), månaden då upproret ägde rum. Det slogs ned på ett blodigt sätt och händelserna fick ett avgörande inflytande på hela Nikolajs styre. Han hade en fientlig inställning mot alla frihetsrörelser och kom att framstå som en konservatismens förkämpe i Europa. Av misstro mot den ryska adeln avlägsnade han i möjligaste mån denna från de offentliga ämbetena och grundade i stället en från borgerskapet rekryterad ämbetsmannakår, med vars hjälp han försökte arbeta för förbättring inom rättsväsen, administration och finanser. Nikolaj var från början enbart militärt utbildad, men sökte för att kunna driva sina reformer framåt att fylla luckorna i sitt vetande. Samtidigt som han var framstegsvänlig, försökte han beskydda landet från västerländskt inflytande, vilket kom att hämma utvecklingen.
Han vurmade mycket för militära parader, precis som sin far Paul I. Han hade även ärvt fler manér av denne despot, knutpiskan var ett redskap som delvis användes flitigt under Nikolajs regim, för att sedan ersättas av en annan pisksort med tre snärtar kallad pletj. Den bestraffningssort han själv föredrog var gatloppet, han brukade ibland "benåda" dödsdömda och istället tilldela dem "12 tusen spön" - Vilket alltså inte var någon benådning.
Under lång tid var Nikolaj utrikespolitiskt framgångsrik. I ett krig mot Persien 1826–1828 erövrades provinserna Erivan och Nachitsjevan. År 1826 hade Osmanska riket lovat att rätta sig efter Rysslands önskemål, men i den grekiska frågan negligerade Nikolaj av utrikespolitiska skäl sina absolutistiska principer och stödde grekernas frihetskamp. I freden i Adrianopel 1829 gjorde han betydande landvinningar, bland annat i Mindre Asien.

## Det intellektuella livet
Nikolaj utvecklade polisväsendet så att det kunde användas så effektivt som möjligt mot de "inre fienderna". Allt under general Alexander von Benckendorffs ledning och Nikolaj var mycket nöjd med generalen i sin jakt på politiska motståndare. Namnet på denna nya personliga säkerhetspolis blev "tredje avdelningen". Oppositionen mot autokratin och Nikolaj fanns framför allt på universiteten och detta visste han om och  såg därmed till att färre antogs till universiteten. Samtidigt behövdes universiteten för att utbilda medborgare som staten kunde ha i sin tjänst, för detta ändamål krävdes även en viss frihet att tala, skriva och tänka,men med detta var det inte mycket under Nikolajs tid, särskilt inte efter revolutionerna i Europa 1830 och 1848. Detta ändrades till viss del under hans son Alexander II, men denne fick paradoxalt nog betala mer för sin reformvillighet och istället exploderade universiteten i trots under hans tid. Under Nikolaj var censuren oerhört kraftig och censorerna ändrade i allt (i historieskrivningen mördades aldrig de romerska kejsarna, de bara avled, ordet republik var bannlyst och man försökte ständigt få studenter som tagit examen att arbeta inom staten istället för det "slippriga journalistyrket"). Värst var förtrycket under hans sista "sju svåra år" (мрачное семилетие, 1848–1855) vid makten.

Dekabristupproret slås ned

Under just denna tid började ett antal ryska författare (som även kom att bli några av historiens mest kända) att verka; dessa förföljdes av regimen emellanåt, beroende på vad som skrevs. Många av dem gick i perioder i landsflykt. Det sägs att Sankt Petersburgs fängelsekommendant brukade stöta på tidens ledande kritiker, Vissarion Belinskij, på gatan då och då och hälsade honom då med orden "Nå Vissarion, när kommer ni egentligen till oss? Vi har en cell stående för er räkning".
I det alltmer isolerade Ryssland som Nikolaj styrde rådde en mix av intellektuell födelse bland vissa kretsar, totalt mörker och misär bland andra, samt en enda stor förvirring när det gällde frågan vad Ryssland egentligen var. Två läger utvecklades där de båda på ytan skilde sig från varandra men egentligen delade de många åsikter. Det var slavofilerna och västvännerna, de förra tryckte på Rysslands gamla traditioner och på arvet från det Bysantinska riket som vilade på Ryssland som ortodoxins försvarare. Den gamla visionen om Moskva som det tredje Rom återupptogs delvis hos dem. Nikolaj förbjöd de långa skägg och gammalryska kläder som bland andra slavofilerna använde eftersom de enligt honom påminde om farliga teser och demokratiska principer från det forna Ryssland. Västvännerna å sin sida pekade på allt som var fel i Ryssland och buntade ihop de västliga länderna till en enda massa där de föreställde sig en mer eller mindre sorglös plats i sina fantasier. Egentligen delade de båda grupperna många åsikter, båda föraktade livegenskapen och var bekymrade över den klyfta som fanns mellan landets elit och folket. I frånvaro av något som helst inhemskt forum där man kunde debattera samhällsfrågor kom vissa diskussioner att föras i små diskussionscirklar och framför allt i form av hetsiga flygblad som spreds.
Både Nikolaj Gogol och Fjodor Dostojevskij brukar räknas till slavofilerna, medan Alexander Herzen kan sägas vara västvän. I ett infall av välvilja hade Nikolaj släppt igenom Gogols pjäs "Revisorn" som var en satir över Nikolajs egna ämbetsmän. Den handlar om en man som åker ut på landsbygden och utger sig för att vara revisor och där avkräver de rädda bönderna en rad materiella fördelar. Nikolaj, som såg premiären på Alexandrateatern, ska ha skrattat och haft väldigt roligt. Han beordrade även sina ministrar att se pjäsen.

## Krisen i Polen
Något som Nikolaj förskräcktes över var de liberala idéer som uppstod överallt. Världen efter franska revolutionen var en helt annan än den varit före. Ryssland hade precis som alla andra blivit chockade av Napoleon I:s framfart, och kampen på liv och död hade slutligen vunnits. Men det gällde att vara på sin vakt för att bevara ordningen som den var, därför såg Nikolaj allt som hade med republikanism och liberalism som något farligt och som måste bekämpas till varje pris. Han såg inte dekabristupproret som en desperat reaktion från ett undertryckt civilt samhälle, utan som en konspiration som omfattade hela Europa, och som syftade till att störta den legitima monarkin, samt alla moraliska och religiösa principer tillsammans med den. Det är ur det perspektivet som Nikolajs handlande mot Polen 1831 bör ses.
I Paris hade 1830 åter en revolution brutit ut, den så kallade Julirevolutionen, och efterdyningarna spred sig över Europa och nådde även Polen som vid den tiden var till största delen underställt Ryssland. Även om landet hade en tämligen fri ställning, så var man var inte nöjd med situationen utan krävde total självständighet, precis som många andra gjorde vid den här tiden. Nikolaj var föga medgörlig, han sände in trupper som krossade polackernas frihetskamp och därefter försvann varje spår av självständighet. Summariska dödsdomar, tortyr och förvisning till Sibirien följde. Landet ställdes under tsar Nikolajs direkta överhöghet "för evigt", man krävde att ämbetsmän skulle tala ryska och att gator, hus och så vidare försågs med ryska namn.
Efter att ha kuvat Polen så hjälpte Nikolaj sultanen av Osmanska riket genom att 1832 sända ryska trupper till Egypten för att slå ned Muhammed Ali av Egyptens uppror. År 1848 ockuperade han de upproriska Donaufurstendömena och hjälpte till att slå ned frihetsrörelsen i Ungern.

## Den ryska armén och livegenskapen
Nikolaj hade själv som 18-åring deltagit i paraden på Champs-Elysées i Paris då de allierade firade sin triumf över Napoleons Frankrike. Både engelsmän, preussare och österrikare visste att de hade ryssarna att tacka för mycket då deras bidrag till segern var ovärderligt. Men sedan dess hade den ryska armén förfallit och blivit omodern, mycket till följd av Nikolajs styre. Isoleringen av landet för att skydda mot farligt inflytande utifrån medförde inte bara att politiska idéer hindrades, utan också att den industriella revolutionen i princip inte fick något som helst fäste i Ryssland.
Värre var att även om den fått det hade det blivit svårt att komma ifatt, problemet var livegenskapen. Efter Nikolajs tid, och efter Krimkriget som uppenbarade alla brister, blev det nödvändigt att göra något åt systemet. En militär reformator påpekade att varje gång en livegen blev soldat så befriades denne från livegenskapen. Därmed kunde man inte låta alla de män som man egentligen behövde göra militärtjänst utan att hela den sociala ordningen kom i gungning. Rekryteringssystemet, skattesystemet, utbildningen och rättssystemet gick helt enkelt inte att reformera på ett tillräckligt sätt eftersom det förutsatte livegenskapens avskaffande. Slavofiler och västvänner var rörande eniga om att detta var Rysslands stora akilleshäl i utvecklingssträvandet jämfört med Europa, en av västvännerna jämförde det med ett sprintlopp där den ena är bunden till händer och fötter och den andre inte är det. Dessutom var även de flesta av tsarerna motståndare till livegenskapen.
Både Katarina den stora, Alexander I och även Nikolaj I ville helst av allt bli av med detta system som gjorde att Ryssland kom så långt efter ekonomiskt. Men ingen av dem kom sig för att helt ta bort det, eftersom mycket starka krafter bland adeln krävde att det kvarstod, därför nöjde man sig med att reformera den gradvis. Nikolaj sade: "Det råder ingen tvekan om att livegenskapen i dess nuvarande form är en olycka, uppenbar för alla, men att göra något åt den nu skulle naturligtvis vara än en mer förödande olycka."
Det saknades således moderna vapen och underhållet inom det ryska militären, som alltid varit mycket dåligt, var nu uselt. Kolera och hungersnöd härjade bland trupperna, och detta i fredstid. Den blivande krigsministern skrev om Ryssland: "På papperet var vi fullt utrustade men vid första militära handling blottades den förfärliga bristen i allt. Allt passade för paraden, men var odugligt i krig."
Sanningen var att den ryska armén, som under 1700-talet trots dåligt underhåll från statligt håll betraktats som en av världens bästa arméer och som nått sin kulmen efter 1812, nu hade hamnat ordentligt på efterkälken. Denna stora svaghet var ännu tämligen väl dold, men kom under nästa konflikt att bli smärtsamt uppenbar för ryssarna.

## Krimkriget

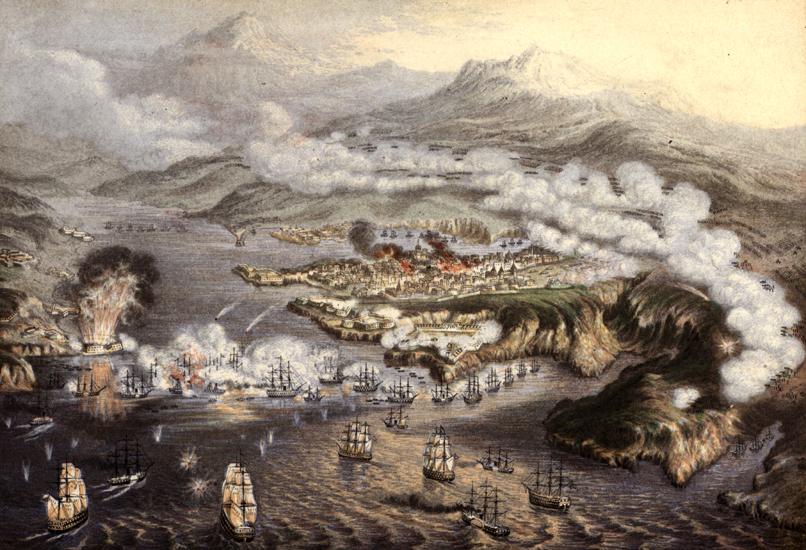
De allierade bombarderar Sevastopol från alla håll.

Kontrollen över de heliga platserna i Palestina var den omedelbara orsaken till Krimkriget. Området låg under Osmanska rikets kontroll; ryssarna och osmanerna hade hamnat i tvist om de heliga platserna. Frankrike inträdde på katolikernas sida mot de ryskstödda ortodoxa; Frankrike under Napoleon III sågs med misstanke av Nikolaj. Tsaren trodde att han kunde locka Storbritannien till sin sida genom att erbjuda att de delade upp Osmanska riket mellan sig, men detta lyckades inte.
Inledningsvis gick kriget, som utbröt 1853 efter att sultanen inte gått med på tsarens krav, bra för ryssarna och turkarna fick se sig slagna både på Balkan och i Kaukasus. Under 1854 svängde dock bilden helt: Frankrike och Storbritannien ställde sig på samma sida och stödde turkarna genom att förklara Ryssland krig. Vidare uttalade Preussen och Österrike stöd för koalitionens ultimatum. Den ryska armén kunde omöjligt klara uppgiften och särskilt inte som man hade stora problem att få fram både vapen och mat till armén på de undermåliga vägarna. Engelsmän och fransmän inledde operationer i Östersjön under sommaren 1854, och landsatte trupper på Krimhalvön i september, vilket gett kriget dess namn. Där belägrades fästningen Sevastopol; förhållandena var fullkomligt bedrövliga på båda sidor och särskilt hos ryssarna.
Nikolaj slöt inte fred utan drabbades i februari 1855 av en förkylning som utvecklades till lunginflammation. Han lär till sin doktor ha sagt "Säg Mandt, måste jag dö?", varpå Mandt enligt sina memoarer hade svarat "Ja, Ers majestät". Om Nikolaj I:s regeringstid skriver historikern Pogodin: "Tyst som en kyrkogård, ruttnande och stinkande, både fysiskt och moraliskt." Han efterträddes av sin son Alexander.

## Barn
1. Alexander II av Ryssland (1818–1881)
2. Maria (1819–1876), gift 1839 med Maximilian av Leuchtenberg (1817–1852)
3. Olga (1822–1892), gift 1846 med Karl I av Württemberg (1823–1891)
4. Alexandra (1825–1844), gift 1844 med Fredrik Wilhelm av Hessen-Kassel (1820–1884)
5. Konstantin (1827–1892), gift 1848 med Alexandra av Sachsen-Altenburg (1830–1911)
6. Nikolaj (1831–1891), gift 1856 med Alexandra av Oldenburg (1838–1900)
7. Mikael (1832–1909), gift 1857 med Cecilia av Baden (1839–1891)

## Utmärkelser
- Andreasorden,  25 juni 1796
- Sankt Alexander Nevskij-orden,  25 juni 1796
- Sankt Annas orden,  25 juni 1796
- Sankt Johannes av Jerusalems orden,  2 oktober 1799
- Svarta örns orden,  1 januari 1809
- Röda örns orden,  1 januari 1809
- Kungliga Nordstjärneorden,  4 september 1812
- Kungliga Serafimerorden,  4 september 1812
- Kungliga Svärdsorden,  4 september 1812
- Vita örnens orden,  15 februari 1815
- Sankt Stanislausorden, första klassen,  15 februari 1815
- Helgeandsorden,  15 juni 1815
- Nederländska Lejonorden,  11 maj 1817
- Riddare av Gyllene skinnets orden,  18 juni 1817
- Torn- och svärdsorden,  1823
- Sankt Vladimirs orden, första klassen,  12 december 1823
- Storkors av Sankt Stefansorden,  31 januari 1826
- Elefantorden,  16 februari 1826
- Sankt Hubertusorden,  17 februari 1826
- Annunziataorden,  26 mars 1826
- Sankt Ferdinands Förtjänstorden,  29 april 1826
- Sankt Georgs heliga militära konstantinska orden,  29 april 1826
- Januariusorden,  29 april 1826
- Riddare med storkors av Vilhelms militärorden,  11 maj 1826[4]
- Militärförtjänstorden,  10 oktober 1826
- Württembergska kronorden,  10 oktober 1826
- Vita falkens orden,  3 november 1826
- Zähringer Löwenorden,  16 februari 1827
- Badiska husorden Fidelitas,  16 februari 1827
- Militär-Karl-Friedrich-Verdienstorden,  16 februari 1827
- Strumpebandsorden,  26 juni 1827
- Medaljer för turkiska krig,  1829
- Hessiska Ludvigsorden,  27 april 1830
- Kejserliga Brasilianska Rosenorden,  7 augusti 1830
- Frälsarens orden,  1833
- Sachsen-Ernestinska husorden,  1836
- Rutkroneorden,  1836
- Albrekt Björnens husorden,  31 maj 1837
- Hedersmedborgare i Berlin,  18 oktober 1837
- Oldenburgska Hus- och förtjänstorden,  1838
- Fjärde graden av Sankt Georgsorden för 25 års tjänst,  1 december 1838
- Guelferorden,  12 juni 1840
- Sankt Göransorden,  12 juni 1840
- Södra korsets orden,  1841
- Ekkronans orden,  1841
- Gyllene lejonets husorden,  1843
- Order of the Merit under the title of Saint Louis,  8 juli 1852
- Riddare av Sankt Alexander Nevskij-orden
- Georgsorden, fjärde klass
- Sankt Vladimirs orden, tredje klass
- Polska Sankt Stanislaus orden

[Redigera Wikidata]